# Fernand Chapouthier
Fernand Chapouthier (* 14. Oktober 1899 in Bordeaux; † 12. Dezember 1953 in Paris) war ein französischer Klassischer Philologe und Klassischer Archäologe.

## Biographie
Nach einem guten Abschluss auf dem Gymnasium von Bordeaux begann er 1918 zusammen mit seinem Zwillingsbruder Paul ein Studium an der École normale supérieure in Paris. Hier lernte er Pierre Demargne und Robert Flacelière kennen. 1922 wurde er Mitglied der École française d’Athènes, wo er mit Henri Seyrig zusammentraf. Er lehrte an den Universitäten von Dijon (1929–1931) und Bordeaux (1931–1937) und nach seiner Habilitation im Jahre 1936 mit seiner Arbeit „Les Dioscures au service d’une déesse“ an der Sorbonne (1937–1953). Hier wurde er 1941 Professor für Literatur und griechische Zivilisation. 1948 wurde er zum stellvertretenden Leiter der École normale supérieure ernannt.
Fernand Chapouthier war auf zwei Gebieten tätig. Er war ein Kenner der Werke des Euripides und arbeitete als Archäologe auf der Insel Kreta. Nach seinen Grabungen auf Samothrake beteiligte er sich an der Erforschung des Palastes von Malia.
Zwei Straßen in Iraklio und Malia wurden nach ihm benannt. Er war mit Odette Mazaubert (1913–1994) verheiratet, die als „Carquelin“ für ihre Schriften in Saintongeais bekannt war. Sie hatten zwei Kinder, darunter der Biologe und Philosoph Georges Chapouthier.

## Veröffentlichungen (Auswahl)
- Études Crétoises I. Fouilles exécutées à Mallia. Premier rapport. Exploration du Palais I. (1922–1924). 1928
- Études Crétoises I. Fouilles exécutées à Mallia. Deuxième rapport. Exploration du Palais (1925–1926). 1936
- Études Crétoises II. Écritures Minoennes. 1930
- Les Dioscures au service d’une déesse. De Boccard, Paris 1934
- Études Crétoises V. Mallia. Deux épées d'apparat découvertes en 1936 au palais de Mallia. 1938
- Études Crétoises VI. Fouilles exécutées à Mallia. Troisième rapport. Exploration du palais. Bordures orientale et septentrionale (1927, 1928, 1931, 1932). 1942